# Lars Persson (koreograf)
Lars Persson, född 1952, är en läkare, dansproducent och scenograf i Göteborg. Han har tillsammans med koreografen Gun Lund och ljusättaren Madeleine Strandberg skapat en rad unika ljus- och scenlösningar som bygger på fysiologiska och andra vetenskapliga principer.